# Expectation (album)
Pour les articles homonymes, voir Expectation.
Albums de Girl's Day
Everyday 2
(2012) Everyday 3
(2014)
Singles
1. Don't Forget Me
Sortie : 26 octobre 2012
2. White Day
Sortie : 21 février 2013
3. Expectation
Sortie : 14 mars 2013
4. Female President (réédition)
Sortie : 24 juin 2013

Expectation (기대; Gidae) est le premier album studio du girl group sud-coréen Girl's Day. L'album est sorti le 14 mars 2013 avec le titre "Expectation" (기대해; Gidaehae) servant de titre-phare. La réédition de l'album est sorti le 24 juin 2013 sous le nom de Female President. Le titre "Female President" (여자 대통령;  Yeoja Daetongryeong), a été utilisé comme titre promotionnel.

## Liste des titres
| Liste des pistes de Expectation | Liste des pistes de Expectation                                            | Liste des pistes de Expectation            | Liste des pistes de Expectation         | Liste des pistes de Expectation | Liste des pistes de Expectation | Liste des pistes de Expectation | Liste des pistes de Expectation | Liste des pistes de Expectation | Liste des pistes de Expectation |
| No                              | Titre                                                                      | Auteur                                     | Producteur(s)                           | Durée                           |                                 |                                 |                                 |                                 |                                 |
| ------------------------------- | -------------------------------------------------------------------------- | ------------------------------------------ | --------------------------------------- | ------------------------------- | ------------------------------- | ------------------------------- | ------------------------------- | ------------------------------- | ------------------------------- |
| 1.                              | Girl's Day World (Intro)                                                   | So-jin, Kwon Seok-in, Choe Dok-wan         | So-jin, Cosmic Sound                    | 1:21                            |                                 |                                 |                                 |                                 |                                 |
| 2.                              | Expectation (기대해; Gidaehae)                                             | Nam Ki-sang, Daniel R.                     | Nam Ki-sang, Kwon Seok-in, Choe Dok-wan | 3:15                            |                                 |                                 |                                 |                                 |                                 |
| 3.                              | I Don't Mind                                                               | Girl's Day, Kang Jeon-myung                | Gregg Pagani, 1023Productions           | 4:48                            |                                 |                                 |                                 |                                 |                                 |
| 4.                              | Easy Go.                                                                   | Han Sang-won                               | Han Sang-won, Yoon Young-min            | 3:24                            |                                 |                                 |                                 |                                 |                                 |
| 5.                              | Don't Trust Her (그녀를 믿지마; Geunyeoreul Midjima)                       | Shina-e, Glory Face                        | Gentleman, Glory Face                   | 3:35                            |                                 |                                 |                                 |                                 |                                 |
| 6.                              | White Day                                                                  | Nam Ki-sang, Daniel R.                     | Nam Ki-sang, Radio Galaxy               | 3:08                            |                                 |                                 |                                 |                                 |                                 |
| 7.                              | Oh, Great! (어쩜 좋아; Eojjeom Joha)                                       | Eva                                        | Soul Jin                                | 3:10                            |                                 |                                 |                                 |                                 |                                 |
| 8.                              | Twinkle Twinkle (반짝반짝; Banjjak Banjjak)                                | Nam Ki-sang, Park Keon-ho, Kang Jeon-myung | Nam Ki-sang                             | 3:05                            |                                 |                                 |                                 |                                 |                                 |
| 9.                              | Hug Me Once (한번만 안아줘; Hanbeonman Anajwo)                             | Nam Ki-sang, Kang Jeon-myung               | Nam Ki-sang                             | 3:14                            |                                 |                                 |                                 |                                 |                                 |
| 10.                             | Oh! My God                                                                 | Kang Ji-won, Kim Ki-bum                    | Kang Ji-won, Kim Ki-bum                 | 3:08                            |                                 |                                 |                                 |                                 |                                 |
| 11.                             | Don't Forget Me (나를 잊지마요; Nareul Itjimayo)                           | Nam Ki-sang                                | Nam Ki-sang                             | 3:10                            |                                 |                                 |                                 |                                 |                                 |
| 12.                             | Don't Flirt! (DJ Stereo Club Mix) (너, 한눈 팔지마!; Neo, Hannun Paljima!) | Nam Ki-sang, Kang Jeon-myung               | Nam Ki-sang                             | 4:26                            |                                 |                                 |                                 |                                 |                                 |
| 13.                             | Expectation (Instrumental) (기대해; Gidaehae)                              |                                            | Nam Ki-sang, Kwon Seok-in, Choe Dok-wan | 3:15                            |                                 |                                 |                                 |                                 |                                 |
| 14.                             | White Day (Instrumental)                                                   |                                            | Nam Ki-sang, Radio Galaxy               | 3:08                            |                                 |                                 |                                 |                                 |                                 |
| 46:01                           |                                                                            |                                            |                                         |                                 |                                 |                                 |                                 |                                 |                                 |

| Liste des pistes de Female President | Liste des pistes de Female President                               | Liste des pistes de Female President       | Liste des pistes de Female President    | Liste des pistes de Female President | Liste des pistes de Female President | Liste des pistes de Female President | Liste des pistes de Female President | Liste des pistes de Female President | Liste des pistes de Female President |
| No                                   | Titre                                                              | Auteur                                     | Producteur(s)                           | Durée                                |                                      |                                      |                                      |                                      |                                      |
| ------------------------------------ | ------------------------------------------------------------------ | ------------------------------------------ | --------------------------------------- | ------------------------------------ | ------------------------------------ | ------------------------------------ | ------------------------------------ | ------------------------------------ | ------------------------------------ |
| 1.                                   | Girl's Day World (Intro)                                           | So-jin, Kwon Seok-in, Choe Dok-wan         | So-jin, Cosmic Sound                    | 1:21                                 |                                      |                                      |                                      |                                      |                                      |
| 2.                                   | Female President (여자 대통령; Yeoja Daetongryeong)                | Kang Jeon-myung, Nam Ki-sang, Daniel R.    | Nam Ki-sang, Kwon Seok-in, Choe Dok-wan | 3:33                                 |                                      |                                      |                                      |                                      |                                      |
| 3.                                   | Expectation (기대해; Gidaehae)                                     | Nam Ki-sang, Daniel R.                     | Nam Ki-sang, Kwon Seok-in, Choe Dok-wan | 3:15                                 |                                      |                                      |                                      |                                      |                                      |
| 4.                                   | I Don't Mind                                                       | Girl's Day, Kang Jeon-myung                | Gregg Pagani, 1023Productions           | 4:48                                 |                                      |                                      |                                      |                                      |                                      |
| 5.                                   | Easy Go.                                                           | Han Sang-won                               | Han Sang-won, Yoon Young-min            | 3:24                                 |                                      |                                      |                                      |                                      |                                      |
| 6.                                   | Please Don't Go (그녀를 믿지마; Geunyeoreul Midjima)               | Shina-e, Glory Face                        | Gentleman, Glory Face                   | 3:35                                 |                                      |                                      |                                      |                                      |                                      |
| 7.                                   | White Day                                                          | Nam Ki-sang, Daniel R.                     | Nam Ki-sang, Radio Galaxy               | 3:08                                 |                                      |                                      |                                      |                                      |                                      |
| 8.                                   | Oh, Great! (어쩜 좋아; Eojjeom Joha)                               | Eva                                        | Soul Jin                                | 3:10                                 |                                      |                                      |                                      |                                      |                                      |
| 9.                                   | Twinkle Twinkle (반짝반짝; Banjjak Banjjak)                        | Nam Ki-sang, Park Keon-ho, Kang Jeon-myung | Nam Ki-sang                             | 3:05                                 |                                      |                                      |                                      |                                      |                                      |
| 10.                                  | Hug Me Once (한번만 안아줘; Hanbeonman Anajwo)                     | Nam Ki-sang, Kang Jeon-myung               | Nam Ki-sang                             | 3:14                                 |                                      |                                      |                                      |                                      |                                      |
| 11.                                  | Oh! My God                                                         | Kang Ji-won, Kim Ki-bum                    | Kang Ji-won, Kim Ki-bum                 | 3:08                                 |                                      |                                      |                                      |                                      |                                      |
| 12.                                  | Don't Forget Me (나를 잊지마요; Nareul Itjimayo)                   | Nam Ki-sang                                | Nam Ki-sang                             | 3:10                                 |                                      |                                      |                                      |                                      |                                      |
| 13.                                  | Female President (Instrumental) (여자 대통령; Yeoja Daetongryeong) |                                            | Nam Ki-sang, Kwon Seok-in, Choe Dok-wan | 3:32                                 |                                      |                                      |                                      |                                      |                                      |
| 42:33                                |                                                                    |                                            |                                         |                                      |                                      |                                      |                                      |                                      |                                      |

## Classement

### Expectation
| Classement               | Meilleure position |
| ------------------------ | ------------------ |
| Gaon Weekly album chart  | 4                  |
| Gaon Monthly album chart | 9                  |

### Female President
| Classement               | Meilleure position |
| ------------------------ | ------------------ |
| Gaon Weekly album chart  | 6                  |
| Gaon Monthly album chart | 16                 |

## Historique de sortie
| Pays         | Date         | Format                   | Label                                     | Édition          |
| ------------ | ------------ | ------------------------ | ----------------------------------------- | ---------------- |
| Corée du Sud | 14 mars 2013 | Téléchargement numérique | DreamTea Entertainment LOEN Entertainment | Expectation      |
| Corée du Sud | 15 mars 2013 | CD                       | DreamTea Entertainment LOEN Entertainment | Expectation      |
| Corée du Sud | 24 juin 2013 | Téléchargement numérique | DreamTea Entertainment LOEN Entertainment | Female President |
| Corée du Sud | 26 juin 2013 | CD                       | DreamTea Entertainment LOEN Entertainment | Female President |